# Isotta Fraschini Tipo 8 C

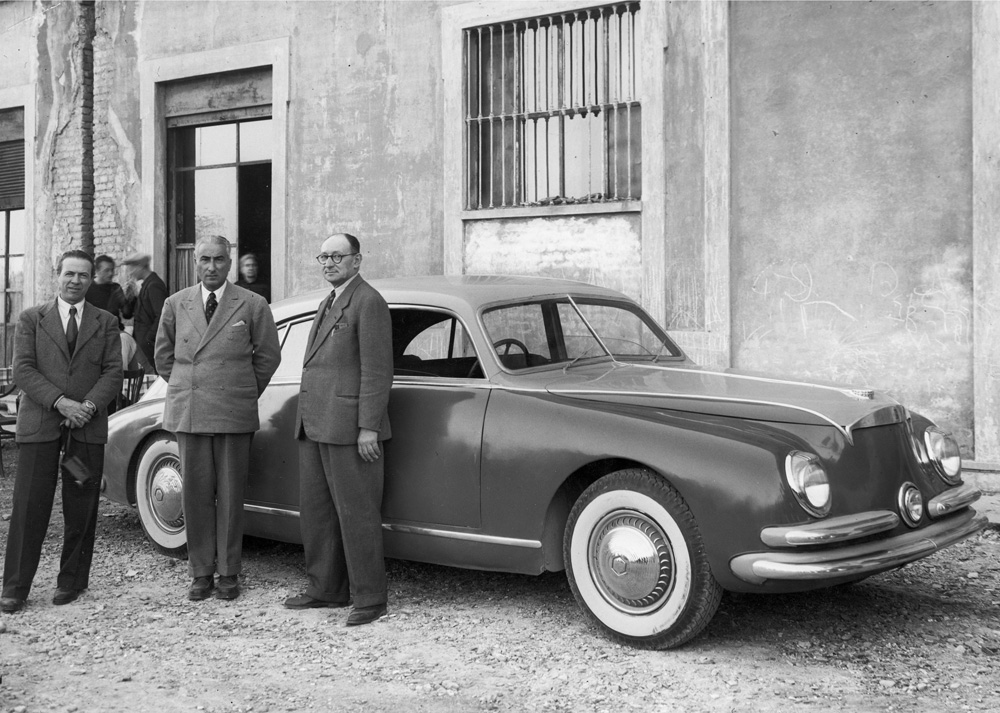
Isotta Fraschini Tipo 8 C als Limousine

Der Isotta Fraschini Tipo 8 C ist ein Pkw-Modell der italienischen Marke Isotta Fraschini.

## Beschreibung
Der Ingenieur Fabio Rapi begann bereits während des Zweiten Weltkriegs mit der Entwicklung eines neuen Luxus-Pkw. Aurelio Lampredi war an der Konstruktion beteiligt. 1946 oder 1947 war der Wagen fertig. Er wurde 1947 auf dem Pariser Autosalon vorgestellt und bis 1948 produziert.  1949 wurde noch ein Fahrzeug auf dem Genfer Auto-Salon präsentiert.
Das Fahrzeug unterschied sich völlig von den vorherigen Modellen der Marke. Es hatte einen Plattformrahmen und eine mittragende Karosserie. Eine Besonderheit war der Heckmotor. Es war ein V8-Motor. Diese Merkmale ähnelten dem Tatra 87.
Der wassergekühlte Motor hat einen Zylinderwinkel von 90 Grad. Pro Zylinderbank gibt es eine obenliegende Nockenwelle. Drei verschieden große Motoren werden genannt:
- Die erste Ausführung hat 78 mm Bohrung und 78 mm Hub, was 2982 cm³ Hubraum und 115 PS Leistung ergibt.[5] Diesen Motor hatte das Ausstellungsfahrzeug des Pariser Autosalons 1947.[1][6]
- Eine kleinere Version hat 75 mm Bohrung, 72 mm Hub, 2545 cm³ Hubraum und 103 PS Leistung.[5] Dieser Motor war für die Serie geplant.[1] Er leistete 115 PS.[6]
- Eine Variante mit etwa 3,4 Liter Hubraum und 125 PS war zumindest geplant. Damit war eine Höchstgeschwindigkeit von 170 km/h möglich.[5] In einem Katalog ist ein Motor mit 3378 cm³ Hubraum genannt.[1][6]

Der Wagen hat 310 cm Radstand und 145 cm Spurweite. Er wiegt etwa 1450 kg.
Je nach Quelle entstanden entweder 6 oder 20 Fahrzeuge. Eine Quelle nennt sechs Fahrgestelle. Zwei erhielten einen Aufbau als Limousine von Zagato. Carrozzeria Touring fertigte ebenfalls eine Limousine und Carrozzeria Boneschi ein Cabriolet. Zwei Fahrgestelle blieben unkarossiert. Eine andere Quelle vermutet, dass manche Fahrgestelle mehrfach karossiert wurden, und kommt auf mindestens drei und maximal sechs fertige Fahrzeuge.